# Sumarlidi Sigurdsson
Sumarlidi Sigurdsson (mort en 1015),  fut un Jarl d'un tier des Orcades de 1014 à 1015. 

## Origine
Sumarlidi Sigurdsson est l'un des trois fils nés de la première union du Jarl Sigurd Digri qui se partagent les îles après la mort de leur père pendant que leur demi-frère cadet règne sous la protection de son grand-père maternel le roi Malcolm II d'Écosse sur le Caithness et le Sutherland.

## Règne
Sumarlidi reçoit initialement comme tiers des îles;  l'ouest de Mainland et les îles attenantes au nord Rousay Egilsay et Wyre la Saga des Orcadiens précise que Sumarlidi ressemblait beaucoup à son frère Brusi Sigurdsson qui était « paisible, calme et humble ». Emporté par la  maladie Sumarlidi meurt dès 1015 et son frère Einar Sigurdsson s'empare de la part des îles du défunt au détriment de Brusi et du jeune Thorfinn Sigurdsson.